# Ture Jönsson (Tre Rosor)
Ture Jönsson (Tre Rosor) , till Lindholmen var lagman i Västergötland, riksråd, rikshovmästare och upprorsledare. Död 1532. Han var son till Ingegärd Skanke och Jöns Knutsson. Gift med Anna Johansdotter (Vasa), som han hade sönerna Johan, Jöran och Lars med. Som herr Tures frilla nämns hustru Ingeborg Engelbrechtsdotter. Hon var mor till riksrådet och lagmannen i Östergötland Jacob Tursson och Elin Tursdotter.

## Biografi
Ture Jönsson var ömsom unionsvänlig, ömsom unionsfientlig: Han stödde kung Hans från 1497, Sturarna från 1502, Kristian II från 1520. 1521 blev han hövitsman i Västergötland, och stödde även från detta år Gustav Vasa, men råkade senare i konflikt med denne. Detta beroende mer på missnöje med förläningar och dylikt än på att han inte kunde svälja den nya lutherska läran, vilket Gustav ville påskina. 1529 var han en av ledarna för Västgötaherrarnas uppror och gick i landsflykt i Danmark då detta slogs ner.
Han deltog i Kristian II:s expedition till Norge efter att han påstått att Kristian lätt skulle återvinna kronan, och att Gustav Vasa hade ett tunt stöd. Eftersom en talrik svensk här infann sig utanför Kungälv, ansåg sig dock Kristian bedragen, och Ture Jönsson hittades huvudlös nästa morgon på gatan i Kungälv.